# 高儀進
高儀 進（たかぎ すすむ、1935年9月24日 -2020年8月4日）は、日本の英文学者、翻訳家、早稲田大学名誉教授。

## 人物・来歴
神奈川県生まれ。早稲田大学文学部卒。早稲田大学政治経済学部助教授、教授を務め、2006年定年退任。
デイヴィッド・ロッジの訳を多数刊行。初期の訳にマクルーハン『グーテンベルグの銀河系』、また推理小説を数多く訳している。

## 翻訳
- 『現代人のタフな生き方』（ノーマン・V・ピール、恒文社） 1963
- 『人間拡張の原理』（マーシャル・マクルーハン、後藤和彦共訳、竹内書店） 1967
- 『グーテンベルグの銀河系』（マクルーハン、竹内書店） 1968
- 『ビアズリー』（スタンリー・ワイントラウブ、美術出版社） 1969、のち改訂改題『ビアズリー伝』中公文庫 1989
- 『殺人の哲学』（コリン・ウィルソン、竹内書店） 1970、のち角川文庫、のち改題『殺人ケースブック』河出文庫 1992
- 『ぼくはお城の王様だ』（スーザン・ヒル、角川書店） 1976
- 『ブレイク 革命の時代の予言者』（J・ブロノフスキー、紀伊国屋書店） 1976
- 『奇妙な出会い』（スーザン・ヒル、角川文庫） 1977
- 『呪われた絵』（スティーヴン・マーロウ、角川書店） 1978
- 『ゴッホ　この世の旅人』（アルバート・J・ルービン、講談社） 1979、のち講談社学術文庫（改訂版） 2005
- 『人質はロンドン!』（ジェフリー・ハウスホールド、角川書店） 1981
- 『ターナー 生涯と芸術』（ジャック・リンゼー、講談社） 1984
- 『ロチェスター卿の猿 十七世紀英国の放蕩詩人の生涯』（グレアム・グリーン、中央公論社） 1986
- 『笑いの遊歩道 イギリス・ユーモア文学傑作選』（沢村灌共編訳、白水Uブックス） 1990
- 『嘘をつく人びと』（ティモシー・フィンドリー、ハヤカワ・ミステリアス・プレス文庫） 1990
- 『誘拐のヴァカンス』（ティム・パークス、早川書房） 1991
- 『最終法廷』上・下（マイケル・マローン、早川書房） 1991、のちハヤカワ文庫 1996
- 『ワトソン氏を殺す』（ピーター・マシーセン、早川書房） 1992
- 『無慈悲な季節』（マイケル・マローン、早川書房） 1992
- 『作者の死』（ギルバート・アデア、早川書房） 1993
- 『彼らはSW19からやってきた』（ナイジェル・ウィリアムズ、早川書房） 1993
- 『ウィンブルドンの毒殺魔』（ナイジェル・ウィリアムズ、早川書房） 1993
- 『秘密』（イアン・バンクス、早川書房） 1996
- 『毒殺魔の十二カ月』（ナイジェル・ウィリアムズ、早川書房） 1996
- 『殺人容疑』（デイヴィッド・グターソン、講談社文庫） 1996
- 『計画殺人』（マイケル・キンブル、講談社文庫） 1997
- 『フラミンゴ白書』（ラリー・ベイカー、講談社文庫） 1999
- 『死よ光よ』（デイヴィッド・グターソン、講談社文庫） 2000
- 『フィリップス氏の普通の一日』（ジョン・ランチェスター、白水社） 2000
- 『ベートーヴェンの遺髪』（ラッセル・マーティン、白水社） 2001
- 『越境』（パット・バーカー、白水社） 2002
- 『スパイたちの夏』（マイケル・フレイン、白水社） 2003
- 『シェイクスピア贋作事件 ウィリアム・ヘンリー・アイアランドの数奇な人生』（パトリシア・ピアス、白水社） 2005
- 『本草家カルペパー ハーブを広めた先駆者の闘い』（ベンジャミン・ウリー、白水社） 2006
- 『ヒトラー暗殺』（ロジャー・ムーアハウス、白水社） 2007
- 『ベルリン・オリンピック1936 ナチの競技』（デイヴィッド・クレイ・ラージ、白水社） 2008
- 『ナチが愛した二重スパイ 英国諜報員「ジグザグ」の戦争』（ベン・マッキンタイアー、白水社） 2009
- 『食品偽装の歴史』（ビー・ウィルソン、白水社） 2009
- 『ジョージ・オーウェル日記』（ピーター・デイヴィソン編、白水社） 2010
- 『ナチ略奪美術品を救え 特殊部隊「モニュメンツ・メン」の戦争』（ロバート・M・エドゼル、白水社） 2010  
のち改題『ミケランジェロ・プロジェクト　ナチスから美術品を守った男たち』上・下（角川文庫） 2015
- 『ジョージ・オーウェル書簡集』（ピーター・デイヴィソン編、白水社） 2011
- 『ナチ戦争犯罪人を追え』（ガイ・ウォルターズ、白水社） 2012
- 『戦時下のベルリン　空襲と窮乏の生活1939-45』（ロジャー・ムーアハウス、白水社） 2012
- 『チャールズ・ディケンズ伝』（クレア・トマリン、白水社） 2014
- 『スクープ　新聞記者小説』（イーヴリン・ウォー、白水社） 2015
- 『イーヴリン・ウォー傑作短篇集』白水社 2016
- 『イーヴリン・ウォー伝　人生再訪』（フィリップ・イード、白水社） 2018
- 『ポリー氏の人生』（H・G・ウェルズ、白水社） 2020

### デイヴィッド・ロッジ作品
- 『交換教授』（デイヴィッド・ロッジ、白水社） 1982、のち白水Uブックス（上・下）1984、のち改訳版（全1巻）白水社 2013
- 『大英博物館が倒れる』（デイヴィッド・ロッジ、白水社） 1982
- 『どこまで行けるか』（デイヴィッド・ロッジ、白水社） 1984
- 『小さな世界 アカデミック・ロマンス』（デイヴィッド・ロッジ、白水社） 1986、のち新版 2001
- 『素敵な仕事』（デイヴィッド・ロッジ、大和書房） 1991
- 『楽園ニュース』（デイヴィッド・ロッジ、白水社） 1993
- 『恋愛療法』（デイヴィッド・ロッジ、白水社） 1997
- 『胸にこたえる真実』（デイヴィッド・ロッジ、白水社） 2000
- 『考える…』（デイヴィッド・ロッジ、白水社） 2001
- 『作者を出せ!』（デイヴィッド・ロッジ、白水社） 2004
- 『ベイツ教授の受難』（デイヴィッド・ロッジ、白水社） 2010
- 『絶倫の人 小説H・G・ウェルズ』（デイヴィッド・ロッジ、白水社） 2013
- 『起きようとしない男』（デイヴィッド・ロッジ、白水社） 2017：短編集
- 『作家の運 デイヴィッド・ロッジ自伝』（デイヴィッド・ロッジ、白水社） 2019

### マイクル・ディブディン作品
- 『血と影』（マイクル・ディブディン、ハヤカワ・ミステリアス・プレス文庫） 1993
- 『陰謀と死』（マイクル・ディブディン、ハヤカワ・ミステリアス・プレス文庫） 1994
- 『消えゆく光』（マイクル・ディブディン、ハヤカワ・ミステリアス・プレス文庫） 1994
- 『水都に消ゆ』（マイクル・ディブディン、ハヤカワ・ミステリアス・プレス文庫） 1995
- 『闇の幽鬼』（マイクル・ディブディン、ハヤカワ・ミステリアス・プレス文庫） 1996